# Прапор Гернсі
Прапор Гернсі (англ. Flag of Guernsey, фр. Drapeau du Guernesey) — прапор коронного володіння британської корони Гернсі. Прапор був прийнятий у 1985 році. Він є прапором Англії, де усередині червоного хреста знаходиться жовтий хрест Вільгельма Завойовника.